# Hallbergmoos

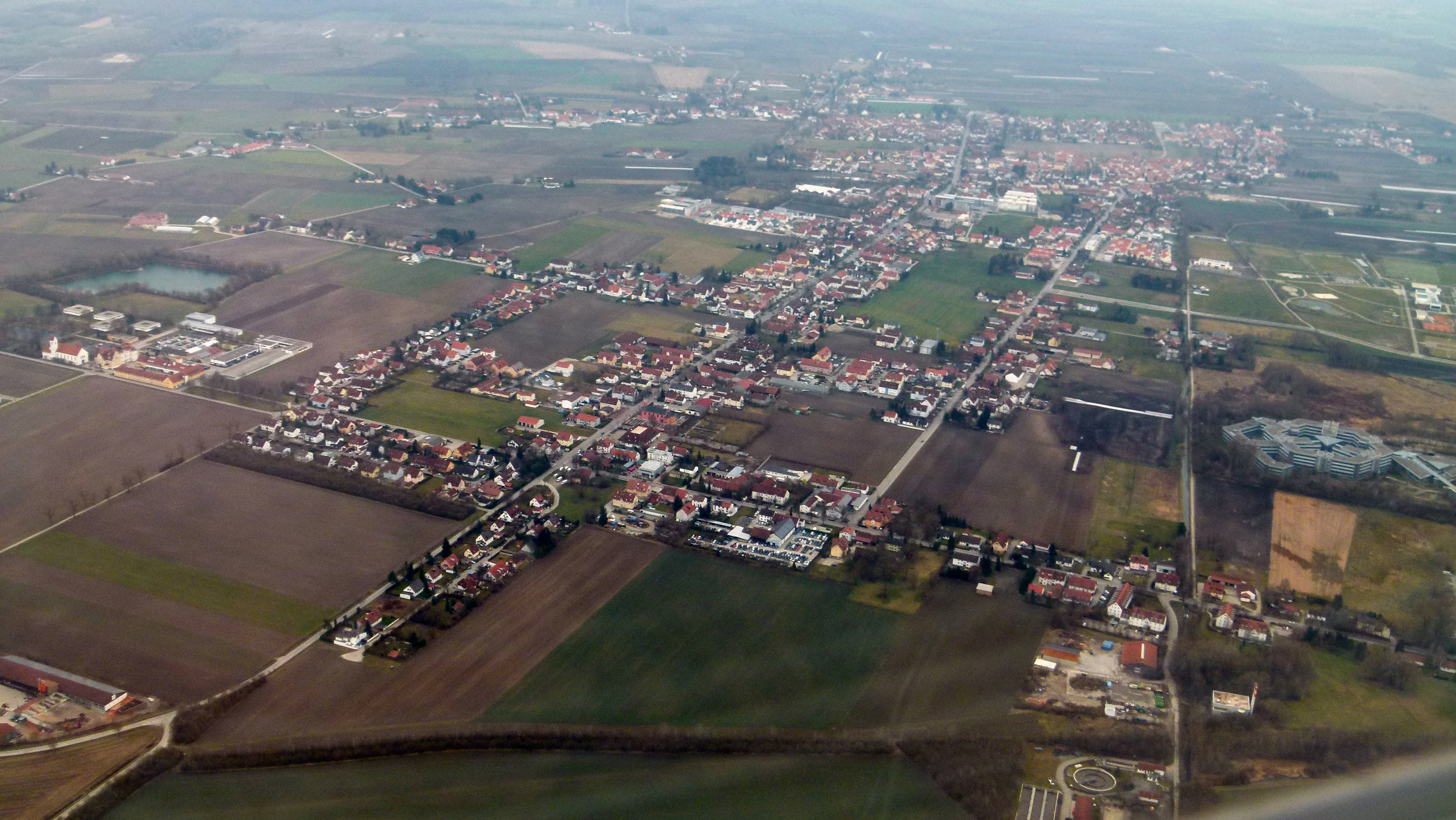
Luftbild von Hallbergmoos von Norden (2014)

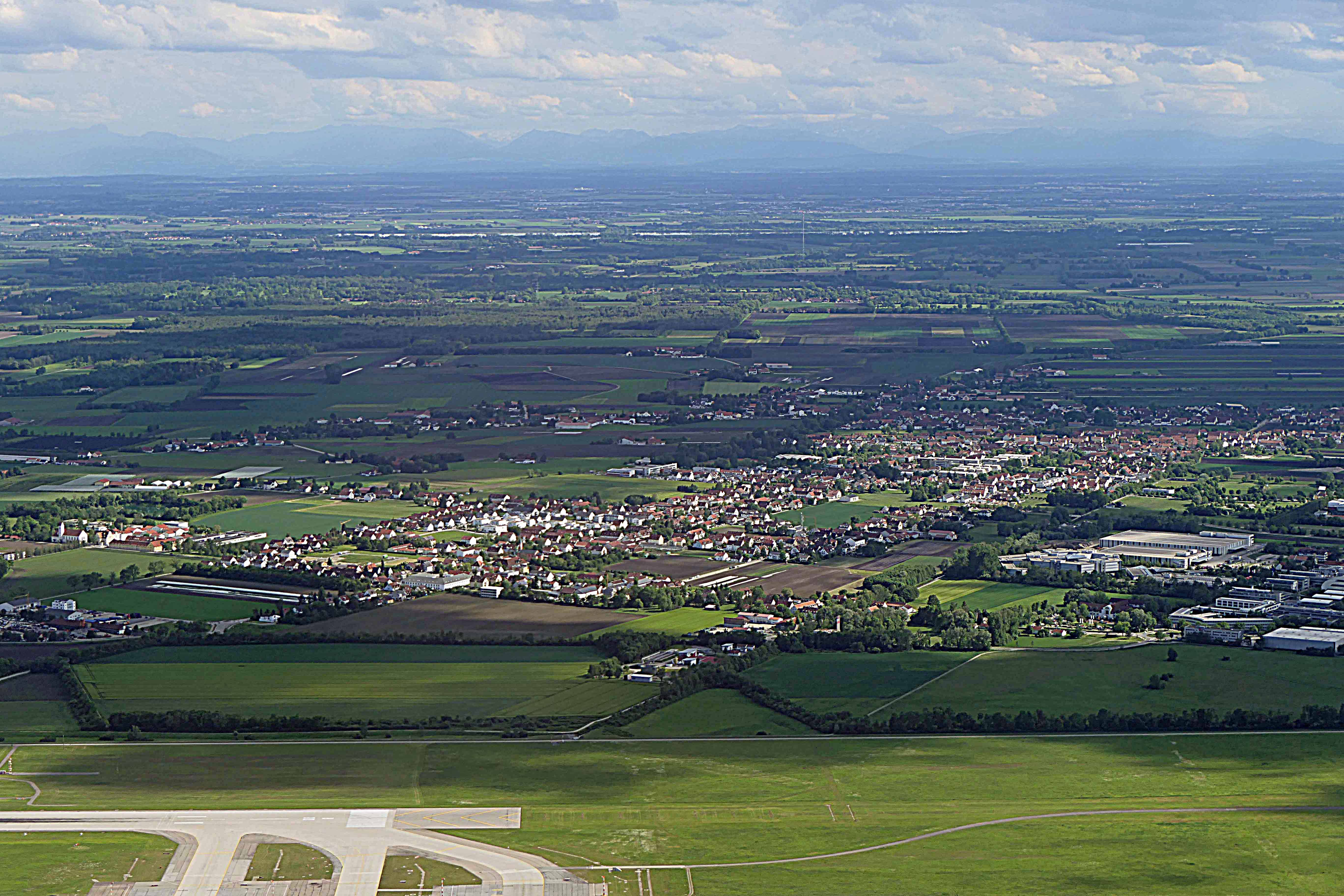
Hallbergmoos von Norden (2024)

Hallbergmoos ist eine Gemeinde im oberbayerischen Landkreis Freising. Sie liegt etwa 25 km nördlich von München in unmittelbarer Nähe des 1992 eröffneten Flughafen München, dessen Gelände sich zum Teil auf dem Gebiet der Gemeinde erstreckt.

## Geografie

### Lage
Das Gemeindegebiet liegt im Bereich des Erdinger Mooses. Von Süden nach Norden wird es von der Goldach durchquert. Der größte Teil der nicht bebauten Flächen wird als Äcker und Wiesen landwirtschaftlich genutzt. Nur entlang der im Westen verlaufenden Isar gibt es größere Waldgebiete. Darüber hinaus befinden sich auch Teile des Naturwaldes Auwälder an der mittleren Isar innerhalb oder in der Nähe der Gemeinde.

### Gemeindegliederung
Es gibt neun Gemeindeteile (in Klammern ist der Siedlungstyp angegeben):
- Birkeneck (Anstalt)
- Brandstadel (Einöde)
- Erching (Weiler)
- Fischerhof (Einöde)
- Goldach (Kirchdorf)
- Hallbergmoos (Pfarrdorf)
- Mariabrunn (Siedlung)
- München-Flughafen
- Zwillingshof (Weiler)

### Nachbargemeinden
Die folgenden Gemeinden grenzen an Hallbergmoos: Im Norden Freising, im Osten die Gemeindeteile Schwaig, Oberding und Notzing, die zur Verwaltungsgemeinschaft Oberding gehören, im Süden die Moosinninger Gemeindeteile Eichenried und Zengermoos, der Ismaninger Gemeindeteil Fischerhäuser und im Westen die Gemeinden Eching und Neufahrn bei Freising.

## Geschichte

### Bis zur Gemeindegründung
Das Gemeindegebiet war bis zur Säkularisation 1803 Territorium des Hochstifts Freising. Aus dieser Zeit sind von den Freisinger Fürstbischöfen noch Schloss Birkeneck und Schloss Erching erhalten. Reichsfreiherr Theodor von Hallberg-Broich aus dem Adelsgeschlecht Hallberg kaufte 1825 Schloss Birkeneck mit 921 Tagwerk Grund (entsprechend 3,138 km²). Seinem Unternehmungsgeist ist die Entwässerung der Umgebung und die Ortsgründung zu verdanken. 1831 wurde die Siedlung eine selbständige Gemeinde.

### 19. Jahrhundert
Um 1833 errichtete der Architekt Joseph Daniel Ohlmüller die Theresienkirche in italienischem Stil.
Südlich von Hallbergmoos waren ab 1865 etwa 20 Häuser erbaut worden. Die neue Ansiedlung wurde dem Namen des Baches entsprechend Goldach genannt.

### 20. Jahrhundert
Nach 1945 wuchs die Einwohnerzahl von Hallbergmoos und Goldach durch den Zuzug vieler Heimatvertriebener auf rund 2600 an und blieb bis 1970 fast unverändert. 1953 nahm der Sender Stimme Amerikas in Erching einen 1000 Kilowatt starken Langwellensender in Betrieb. Als Sendemast nutzte er einen 256 Meter hohen, gegen Erde isolierten abgespannten Stahlfachwerkmast. 1973 wurde diese Anlage, über die auch der RIAS zeitweise sendete, im Zuge der Entspannungspolitik stillgelegt. Die Reaktivierung erfolgte 1979 für eine Nutzung durch den Deutschlandfunk. Am 1. Januar 1989 wurde der Sender Erching nach Fertigstellung des Senders Aholming stillgelegt und kurz darauf wurden die Sendeeinrichtungen demontiert.

### Eingemeindungen
Die erste Eingemeindung erfolgte zum 1. April 1934 mit dem Gemeindeteil Mariabrunn mit 75 Einwohnern, der bis dahin zu Oberding gehörte.
Im Zuge der Gebietsreform erfolgte am 1. Mai 1978 die Eingliederung des Gemeindeteils Goldach der aufgelösten Gemeinde Notzing und der Brandau aus der Stadt Freising.

### Einwohnerentwicklung
Seit 1980 hat sich die Zahl der Einwohner mehr als verdreifacht. Seit der späten Bauphase und insbesondere seit der Eröffnung des Flughafens in direkter Nachbarschaft entwickelte sich Hallbergmoos rasant und wurde zur am schnellsten wachsenden Gemeinde im Landkreis Freising. So wuchs die Einwohnerzahl von 1988 bis 2008 um 107 % auf über 9.000 Einwohner an, von 1988 bis 2018 waren es gar 150,8 % (von 4.367 auf 10.953 Einwohner) – der zweithöchste prozentuale Zuwachs aller bayerischen Gemeinden.
| Jahr      | 1960  | 1970  | 1980  | 1990  | 1995  | 2000  | 2005  | 2010  | 2015   | 2020   |
| Einwohner | 2.771 | 2.903 | 3.534 | 4.822 | 6.141 | 7.287 | 8.341 | 9.266 | 10.524 | 11.148 |

Im Jahr 2005 hatten weitere 759 Einwohner ihren Nebenwohnsitz in Hallbergmoos, 2010 waren es noch 674 Einwohner.

## Politik

### Gemeinderat
Die Kommunalwahlen 2002, 2008, 2014 und 2020 führten zu den folgenden Ergebnissen:
| Partei / Wählergruppe          | 2020 | 2020  |      | 2014  | 2014 | 2008  | 2008  | 2002 |
| Partei / Wählergruppe          | %    | Sitze | %    | Sitze | %    | Sitze | Sitze |      |
| CSU                            | 38,0 | 9     | 32,7 | 6     | 28,7 | 6     | 4     |      |
| Freie Wähler                   | 24,2 | 6     | 24,3 | 5     | 35,4 | 7     | 11    |      |
| Einigkeit Hallbergmoos/Goldach | 15,1 | 4     | 18,4 | 4     | 14,4 | 3     | 3     |      |
| Grüne                          | 14,8 | 3     | 09,3 | 2     | 05,7 | 1     | –     |      |
| SPD                            | 07,9 | 2     | 15,3 | 3     | 15,8 | 3     | 2     |      |
| Gesamt                         | 100  | 24    | 100  | 20    | 10   | 20    | 20    |      |

### Bürgermeister
In der Stichwahl am 30. März 2014 wurde Harald Reents von der CSU mit 60 % der Stimmen zum Ersten Bürgermeister gewählt. Bei der Kommunalwahl 2020 wurde er mit 56,1 % der gültigen Stimmen im Amt bestätigt. Am 14. Dezember 2020 wurde er tot in seiner Wohnung aufgefunden.
Am 18. April 2021 wurde bei der Neuwahl, die wegen der Corona-Pandemie als reine Briefwahl durchgeführt wurde, Josef Niedermair von der CSU mit 88,8 % der Stimmen zum Bürgermeister gewählt. Er war der einzige Kandidat; die Wahlbeteiligung betrug 35,28 %.
2. Bürgermeister ist seit 2020 Helmut Ecker von der "Wählergruppe Einigkeit".
Am 1. Januar 2025 löst Benjamin Henn (Freie Wähler) den bisherigen Bürgermeister Josef Niedermair (CSU) ab, der sich aus gesundheitlichen Gründen zurückziehen wird. Benjamin Henn setzte sich bei einer Stichwahl am 3. November 2024 gegen seinen Mitbewerber Stefan Kronner (unabhängig) mit 53,4 % der Stimmen durch.[veraltet]

### NordAllianz
Hallbergmoos ist Mitglied in der NordAllianz – Metropolregion München Nord.

### Wappen
| Wappen von Hallbergmoos | Blasonierung: „In Silber auf grünem Boden ein grüner Eichbaum, beseitet von je einem schwebenden grünen Rohrstängel mit schwarzem Kolben“ |
| Wappen von Hallbergmoos | Wappenbegründung: Der Eichbaum stammt aus dem Familienwappen des Ortsgründers, des Reichsfreiherrn Karl Theodor von Hallberg-Broich, der 1825 das Schloss Birkeneck erwarb und auf den dazugehörenden über 900 Tagwerk Grund seit 1829 Moorkolonisten ansiedeln ließ. Aus der bescheidenen Torfstechersiedlung entwickelte sich ein florierender Wirtschaftsstandort am Flughafen München. Die Rohrkolben, in sumpfigem Gelände gedeihende Pflanzen, beziehen sich auf die Lage der Gemeinde am Erdinger Moos und auf den zweiten Teil des Gemeindenamens. Dieses Wappen wird seit 1965 geführt. |

### Gemeindepartnerschaften
- Hallbergmoos unterhält seit dem Jahr 1994 eine Partnerschaft mit der norditalienischen Gemeinde Predazzo im Val di Fiemme in der autonomen Provinz Trient.

## Baudenkmäler
- Zum Alten Wirt

## Wirtschaft und Infrastruktur
Hallbergmoos ist die erste Gemeinde in Deutschland, die im Jahr 2002 ihre kommunale Haushaltsführung von der Kameralistik auf die kaufmännische Buchhaltung (Doppik) umgestellt hat.

### Gemeindesteuern
Die Gemeindesteuereinnahmen betrugen im Jahr 2017 rund 41,9 Millionen €, davon waren 29,9 Millionen € (netto) Gewerbesteuereinnahmen. Hallbergmoos liegt in der Steuerkraft weit über dem Landesdurchschnitt, die Gemeinde ist schuldenfrei (2017).

### Arbeitsplätze
In der Gemeinde gab es 2017 11.517 sozialversicherungspflichtige Arbeitsplätze und damit mehr als Einwohner. Von diesen waren 41 in der Land- und Forstwirtschaft, 1.990 im produzierenden Gewerbe, 4.425 im Bereich Handel, Verkehr und Gastgewerbe, 4.274 bei den Unternehmensdienstleistern und 787 bei öffentlichen und privaten Dienstleistern. Der Pendlersaldo (Einpendler abzüglich Auspendler) betrug 5.813.

### Ansässige Unternehmen
Das ursprünglich bäuerlich geprägte Dorf mit 900 Einwohnern ist heute, bedingt durch die Nähe des Flughafens, ein Hochtechnologie-Standort mit dem großen Gewerbegebiet Munich Airport Business Park.

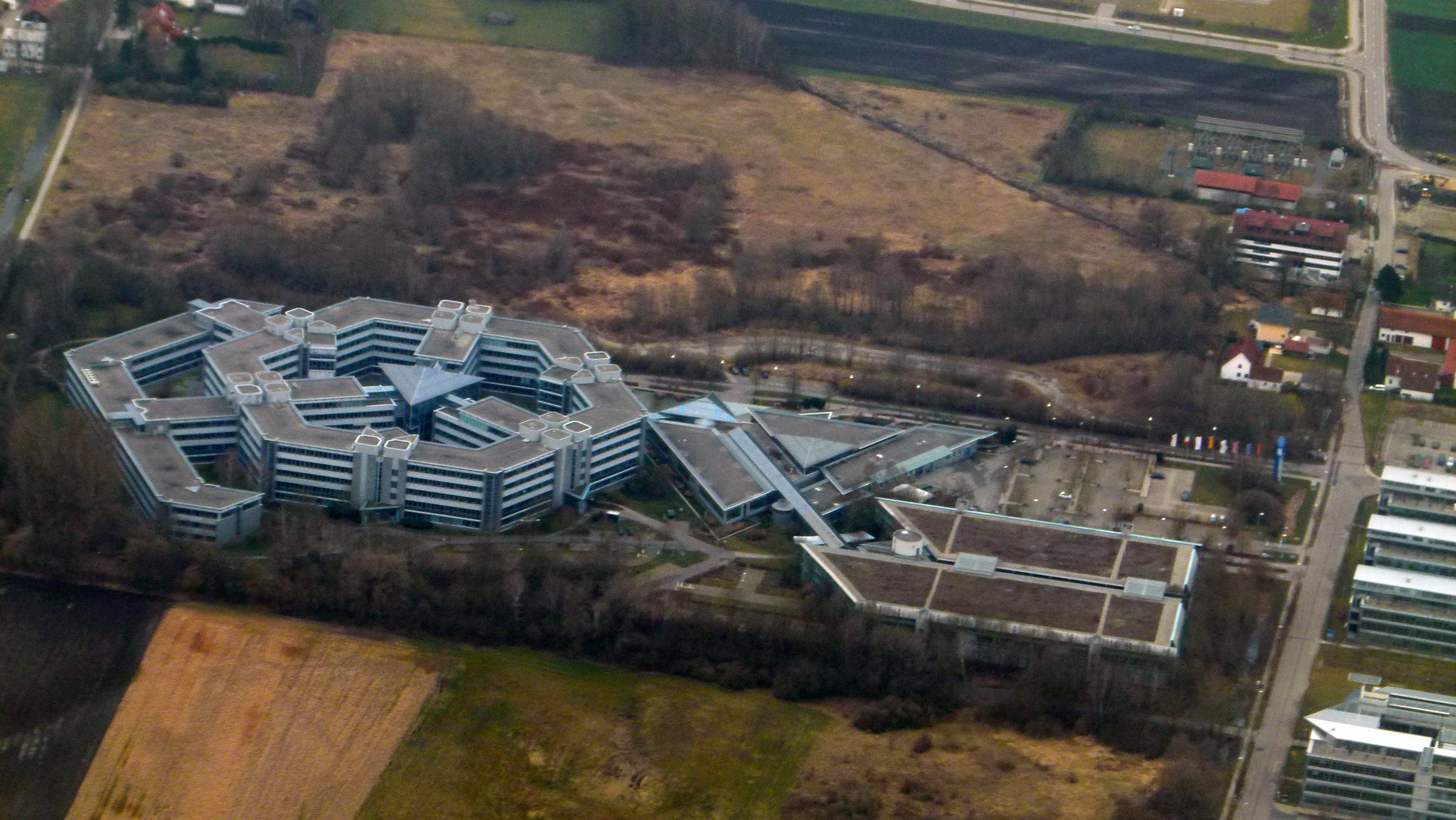
Luftbild von CISCO Systems GmbH im Munich Airport Business Park

- Avon Cosmetics
- Black Box Corporation
- Bull
- Carl Zeiss Imaging Solutions
- Cisco Systems
- Citrix Systems
- Deloitte Consulting Solutions
- Digidesign
- Eurofighter Jagdflugzeug
- Eurojet Turbo
- EURO-LOG AG
- Gupta Technologies
- Heinz von Heiden Massivhäuser
- Hekuma[12]
- McKinsey Capability Center
- MTU Turbomeca Rolls-Royce
- Norman Data Defense Systems
- o2 SURFTOWN MUC
- Panavia Aircraft GmbH
- Polycom Germany GmbH
- SAP Deutschland
- Stark Verlag
- Telefónica Germany
- Trend Micro

### Ehemals ansässige Unternehmen
- Netscape Communications Deutschland
- Check Point Deutschland GmbH
- Augsburg Airways

### Bildung
In Hallbergmoos gibt es
- die Grundschule Hallbergmoos mit 23 Lehrkräften und 456 Schülern (Schuljahr 2019/2020)[13]
- die Mittelschule Hallbergmoos (seit dem Schuljahr 2008/2009) mit 17 Lehrkräften und 210 Schülern (Schuljahr 2019/2020)[14]
- die Private Heimschule, Förderzentrum des Jugendwerks Birkeneck mit zwölf Lehrkräften und 39 Schülern (Schuljahr 2019/2020)[15]
- die Private Berufsschule zur sonderpädagogischen Förderung des Jugendwerks Birkeneck mit vier Lehrkräften und 41 Schülern (Schuljahr 2019/2020)[16]
- elf Kindertageseinrichtungen (Krippen, Kindergärten und Horte) mit zusammen 910 Plätzen und 800 betreuten Kindern (Stand: 1. März 2019)
- eine Musikschule (zusammen mit Neufahrn; Eröffnung im September 2019)[17]

Die Volkshochschulen der Gemeinden Hallbergmoos, Neufahrn bei Freising, Eching und Allershausen veröffentlichen zweimal im Jahr ein gemeinsames Kursprogramm.

### Verkehr
Durch die Gemeinde oder in unmittelbarer Nähe verlaufen die Bundesstraßen B301, B388 und B11 sowie die A92. Teilweise auf dem Gemeindegebiet liegt der Flughafen München.

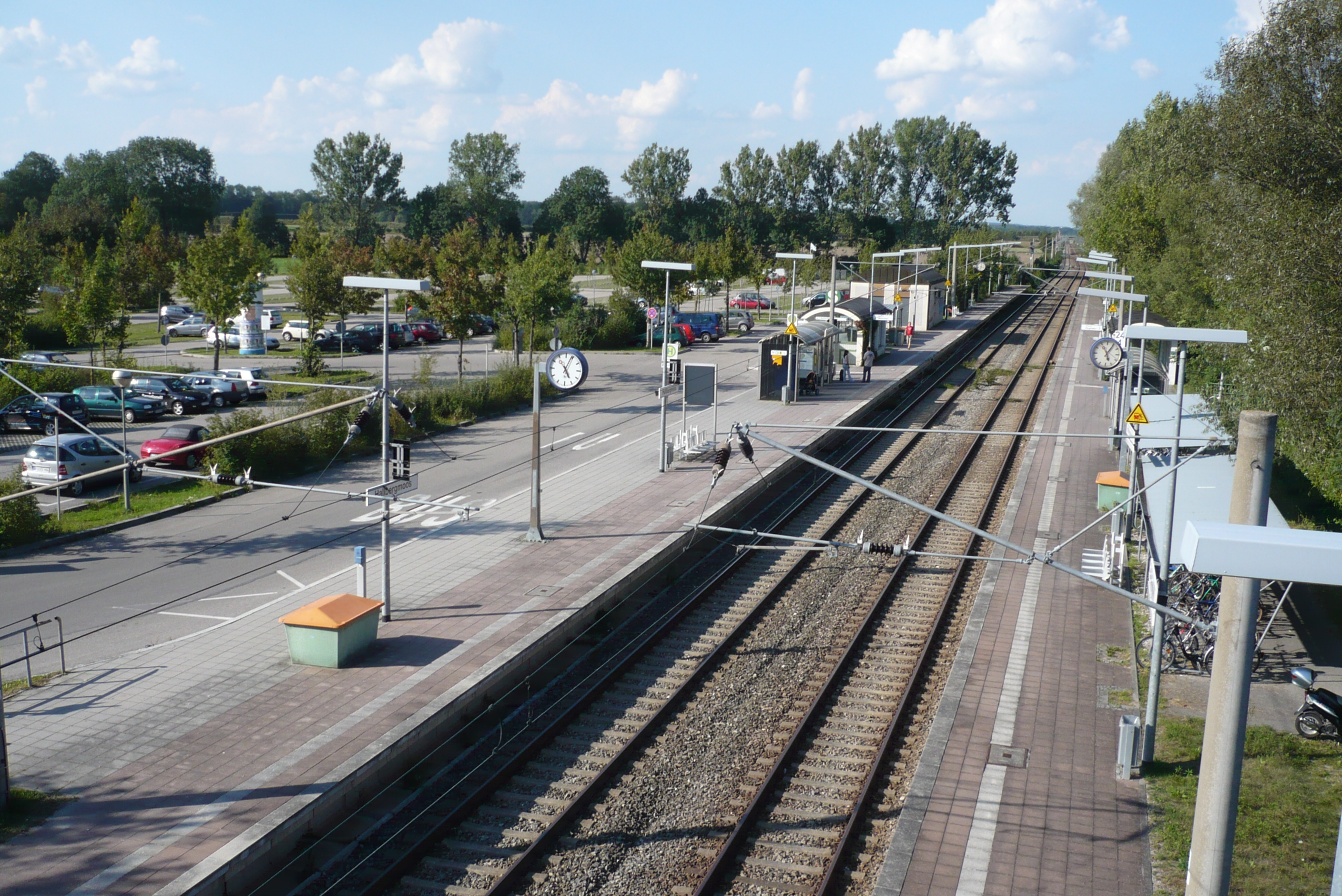
S-Bahnhof von Hallbergmoos

Hallbergmoos ist seit 1992 durch die S-Bahn-Linie S8 des Münchner Verkehrs- und Tarifverbundes (MVV) mit Herrsching, der Landeshauptstadt München und dem Münchner Flughafen verbunden. Die S8 benötigt vom Münchner Hauptbahnhof (Richtung Flughafen) zum Bahnhof Hallbergmoos etwa 30 Minuten und verkehrt zwischen München und dem Münchner Flughafen im 20-Minuten-Takt.
Da der Haltepunkt Hallbergmoos der S8 an der Bahnstrecke München Ost–München Flughafen über einen Kilometer von der Ortschaft Hallbergmoos entfernt liegt, besteht eine Verbindung durch die Bus-Ringlinie 698 (MVV-Tarif, Betreiber DB Busverkehr Bayern), deren Abfahrtszeiten auf die S-Bahn abgestimmt ist. Die MVV-Buslinie 691 verkehrt von Freising über Hallbergmoos nach Neufahrn (jeweils S-Bahn-Anschluss). Die MVV-Buslinie 515 führt vom S-Bahnhof Hallbergmoos (S8) über Hallbergmoos (Südwest) und Goldach zum S-Bahnhof Erding (S2).

### Sport
Seit 2001 ringen die Ringer des SV Siegfried Hallbergmoos in der 1. Bundesliga. In der Bundesligasaison 2005/2006 wurden sie Vizemeister.
Das ortsansässige Baseballteam trägt den Namen Hallbergmoos Red Sharks.
Im Jahr 2014 feierte der Budo-Sportverein Hallbergmoos e. V. sein 20-jähriges Bestehen.
Die Fußballer des VfB Hallbergmoos spielten von 2021 bis 2023 erstmals in der fünftklassigen Bayernliga Süd, seit dem Abstieg 2023 gehören sie wieder der Landesliga an.
Im August 2024 wurde die o2 SURFTOWN MUC eröffnet, ein Surfpark fürs Wellenreiten mit Strand, Restaurant und Eventbereich.

## Persönlichkeiten
- Reichsfreiherr Theodor von Hallberg-Broich (1768–1862) war der Gründer von Hallbergmoos in der ersten Hälfte des 19. Jahrhunderts.
- Der exilrussische Journalist und Kirchenhistoriker Gleb Rahr (1922–2006) lebte von 1991 bis 2000 im Gemeindeteil Goldach und von 2000 bis zu seinem Tode in Hallbergmoos.[20]
- Der Popsänger Joey Heindle (* 1993) wuchs in Hallbergmoos auf.